# Vaincus mais vivants

Vaincus mais vivants est une bande dessinée française de type biographique, réalisée par Maximilien Le Roy (scénario) et Loïc Locatelli Kournwsky (dessinateur et coloriste) et éditée aux éditions Le Lombard en 2015. 

## Thème
L'album raconte l'histoire de Carmen Castillo, qui fit partie de l'entourage du président chilien Salvador Allende et vécut le coup d'État au Chili en 1973,. Pour étayer ce récit, le scénariste Maximilien Le Roy a rencontré Carmen Castillo, devenue écrivaine, cinéaste et documentariste, qui vit de nos jours en France.